# Буэт де Блемур, Жаклин
Мари-Жаклин Буэт де Блемур (фр. Jacqueline Bouette de Blémur; 8 января 1618, Париж — 24 марта 1696, Париж) — французская монахиня-бенедиктинка, историк религии, агиограф, писательница-мистик.

## Биография
Дворянского происхождения. В 1623 году в пятилетнем возрасте отдана в монастырь Сент-Трините г. Кан (Нормандия). Училась, с одиннадцати лет много читала. В 1633 году прошла новициат. Позже стала приорассой, служила секретарём в аббатстве Лоуренс де Бурдос де Портес.
Обладала литературным талантом. Ученый Пьер-Даниэль Юэ, будущий епископ Суассона (1685), а затем Авранша (1692), вдохновил её напечатать свои произведения.
Автор «L’Année Bénédictine» («Бенедиктинский церковный год»), биографии всех святых бенедиктинского ордена, содержащей около 5000 страниц, собранных в соответствии с днями поклонения в календарном году, впервые опубликованной в шести томах (1667—1673).
В 1679 году добавила биографии других святых бенедиктинцев на 1300 страницах; книга была напечатана под названием «Éloges». Ещё один сборник «Vies des Saints» («Святая жизнь») и другие её сочинения вышли позже.
Несмотря на предложения занять высокий пост в монашестве, всю до конца жизни была простой монахиней, занятой историческими исследованиями и молитвами.

## Публикации
- L’Année bénédictine, ou les Vies des saints de l’ordre de Saint Benoist Pour tous les jours de l’année, Paris, Louis Billaine, 1667—1673, 6 томов.
- Exercice de la mort contenant diverses pratiques de dévotion très-utiles pour se disposer à bien mourir, Paris, Louis Billaine, 1677.
- La Vie du Révérend Père Pierre Fourrier, général des chanoines réguliers de la congrégation de Notre Sauveur et instituteur des religieuses de la Congrégation de Notre-Dame, curé de Mataincour, par soeur J. de B. R. I. [Jacqueline Bouëtte de Blémur, religieuse indigne], Paris, Louis Billaine, 1678.- 2e édition, 1687.
- Éloges de plusieurs personnes illustres en piété de l’Ordre de S. Benoist pour tous les jours de l’année, 2 tomes, Paris, L. Billaine, 1679.- Rééd. Ligugé, éd. de la Revue Mabillon, 1927.
- Grandeurs de la Mère de Dieu. Dédiées à la Reyne par J. D. B. R. I., Paris, L. Billaine 1681, 2 vol. in-4°.- Rééd. Poitiers, Oudin, 1864.
- Ménologe historique de la Mère de Dieu, par une Religieuse Bénédictine de l’Institut de l’Adoration perpétuelle du très saint Sacrement, Paris, Veuve Louis Billaine, 1682.
- Abrégé de la vie de la vénérable Mère Charlotte Le Sergent, dite de S. Jean l’Evangéliste, Religieuse de l’Abbaye Royale de Montmartre, Paris, Florentin Lambert, 1685.
- Vies des Saints tirée des auteurs ecclésiastiques anciens et modernes, divisée en 4 tomes, augmentée de plusieurs Vies qui n’ont point encore paru en notre langue, par S. I. de Blemur, R. D. S. S., Lyon, Pierre Valfray, 1689, 4 тома.

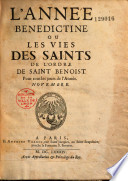
Первая страница книги «L’Année Bénédictine». 1684
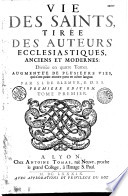
Первая страница книги «Vies des Saints» («Святая жизнь»), 1689